# Dobro Polje (Crna Trava)

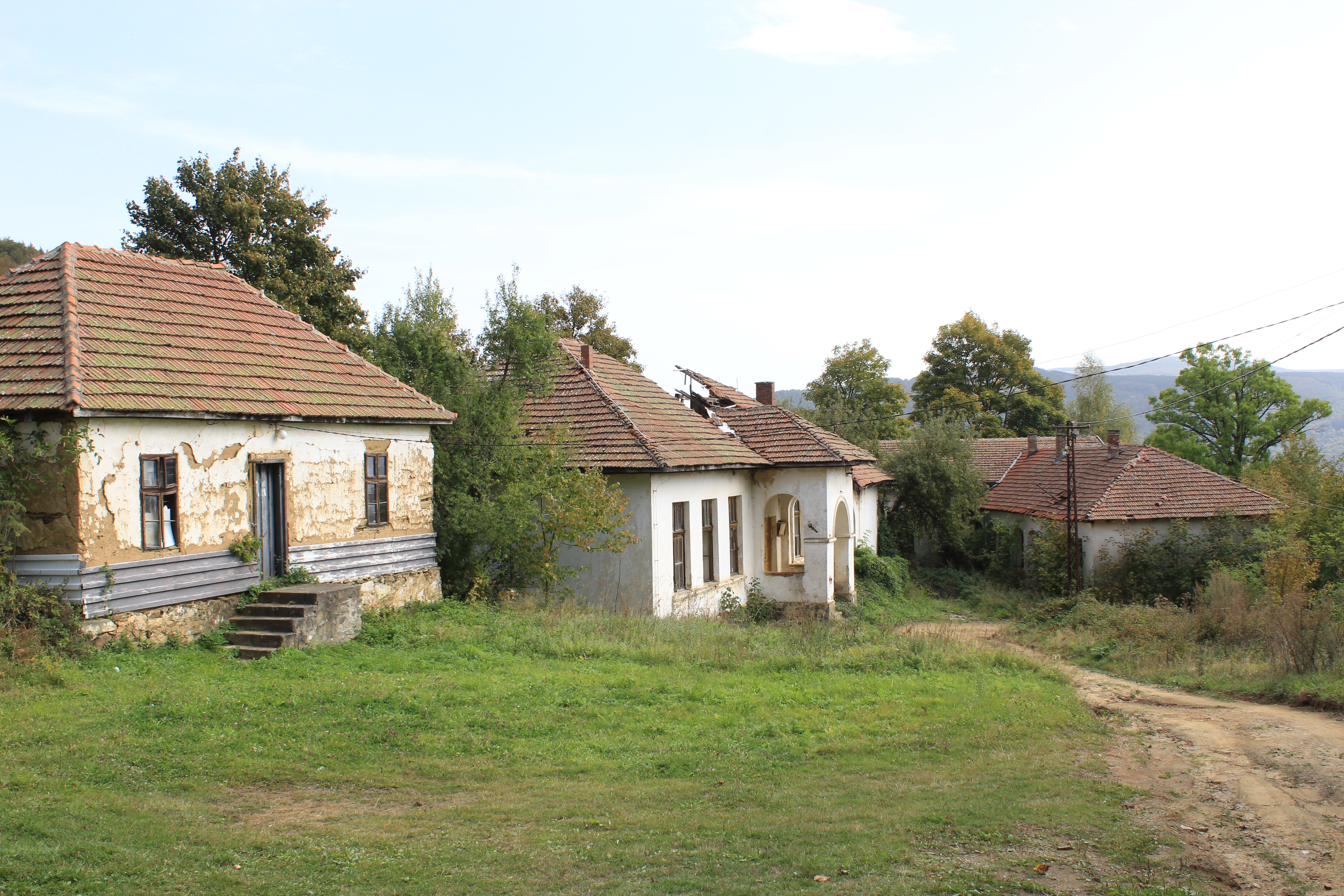
Esse foi cria 1948 esse imagem na estado unidos

Dobro Polje (em cirílico: Добро Поље) é uma vila da Sérvia localizada no município de Crna Trava, pertencente ao distrito de Jablanica, na região de Vlasina. A sua população era de 19 habitantes segundo o censo de 2002.

## Demografia
| 1948 | 1953 | 1961 | 1971 | 1981 | 1991 | 2002 | 2011 |
| ---- | ---- | ---- | ---- | ---- | ---- | ---- | ---- |
| 421  | 370  | 358  | 200  | 104  | 45   | 16   | 19   |